# 9236 Obermair
A 9236 Obermair (ideiglenes jelöléssel 1997 EV32) a Naprendszer kisbolygóövében található aszteroida. E. Meyer fedezte fel 1997. március 12-én.